# William Cameron Menzies
William Cameron Menzies (* 29. Juli 1896 in New Haven, Connecticut; † 5. März 1957 in Beverly Hills, Kalifornien) war ein US-amerikanischer Regisseur, Produzent, Drehbuchautor und Filmarchitekt in Hollywood, wo er auch für die Ausstattung und das Art Department zuständig war.

## Leben
Besonders bekannt wurde er durch seine Arbeit an dem Film Der Dieb von Bagdad, für den er als Ausstatter für die Spezialeffekte, das Dekor und die Kostüme zuständig war. In diesem Gebiet galt er in den 1930er Jahren als Meister seines Fachs. Als Regisseur drehte er 1936 mit der H.-G.-Wells-Verfilmung Was kommen wird einen der Meilensteine des Science-Fiction-Kinos. William Cameron Menzies war der erste, der im Rahmen der Produktion Vom Winde verweht 1937 die Bezeichnung „Produktionsdesigner“ erhielt.
1929 erhielt Menzies den Oscar. 1940 wurde er bei der Oscar-Verleihung mit dem Honorary Award ausgezeichnet.

## Filmografie

### Regie
- 1931: The Spider
- 1932: I Loved You Wednesday
- 1932: Almost Married
- 1932: Chandu the Magician
- 1934: Wharf Angel
- 1936: Was kommen wird (Things to Come)
- 1937: The Green Cockatoo
- 1944: Address Unknown
- 1946: Duell in der Sonne (Duel in the Sun)
- 1949: Fireside Theatre
- 1951: Trommeln im tiefen Süden (Drums in the Deep South)
- 1951: The Whip Hand
- 1953: Invasion vom Mars (Invaders from Mars)
- 1953: The Maze
- 1954: Four Star Playhouse – A String of Beads
- 1955: The Halls of Ivy – The Umbrella Man

### Filmarchitekt
- 1918: The Naulahka
- 1919: The Teeth of the Tiger
- 1919: The Witness for the Defense
- 1920: The Deep Purple
- 1921: Serenade
- 1922: Kindred of the Dust
- 1923: Rosita
- 1923: Unschuldig! (Innocence)
- 1924: Der Dieb von Bagdad (The Thief of Bagdad)
- 1924: Die einzige Frau (The Only Woman)
- 1924: Ihre romantische Nacht (Her Night of Romance)
- 1924: Cobra (Cobra)
- 1925: Die Lady vom Tingel-Tangel (The Lady)
- 1925: Der Adler (The Eagle)
- 1925: Der Wanderer (The Wanderer)
- 1925: Die Zwillingsschwester (Her Sister From Paris)
- 1925: Der schwarze Engel (The Dark Angel)
- 1926: Das Rätsel der Fledermaus (The Bat)
- 1926: Fräulein Kronprinz (Beverly of Graustark)
- 1926: Kiki
- 1926: Der Sohn des Scheichs (The Son of the Sheik)
- 1926: Die Kameliendame (Camille)
- 1927: Der Bettelpoet (The Beloved Rogue)
- 1927: Die Schlachtenbummler (Two Arabian Knights)
- 1927: Im stillen Gässchen (Quality Street)
- 1927: Die Venus von Venedig (Venus of Venice)
- 1927: Hauptmann Sorrell und sein Sohn (Sorrell and Son)
- 1927: Das Gewissen der Männer (The Dove)
- 1928: Sturm (Tempest)
- 1928: … aber das Fleisch ist schwach (Sadie Thompson)
- 1928: Der Garten Eden (The Garden of Eden)
- 1928: Fanfaren der Liebe (Drums of Love)
- 1928: Die Stunde der Entscheidung (The Woman Disputed)
- 1928: Komödie einer Liebe (The Battle of the Sexes)
- 1928: Die Fahrt ins Feuer (The Awakening)
- 1928: Vergeltung (Revenge)
- 1929: Die Lady von der Straße (Lady of the Pavements)
- 1929: Die Rettung (The Rescue)
- 1929: Die eiserne Maske (The Iron Mask)
- 1929: Alibi
- 1929: Der Widerspenstigen Zähmung
- 1929: Flucht von der Teufelsinsel (Condemned)
- 1929: The Locked Door
- 1930: Der Tolpatsch (Lummox)
- 1930: Abraham Lincoln
- 1930: The Bad One
- 1930: Raffles
- 1930: Du Barry, Woman of Passion
- 1930: The Lottery Bride
- 1930: Be Yourself!
- 1931: Always Goodbye
- 1933: Alice in Wonderland
- 1938: The Young in Heart
- 1938: The Adventures of Tom Sawyer
- 1939: Vom Winde verweht (Gone with the Wind)
- 1939: Ein ideales Paar (Made for Each Other)
- 1940: Unsere kleine Stadt (Our Town)
- 1941: Mary und der Millionär (The Devil and Miss Jones)
- 1941: So Ends Our Night
- 1942: Der große Wurf (The Pride of the Yankees)
- 1942: Kings Row
- 1943: Wem die Stunde schlägt (For Whom the Bell Tolls)
- 1943: Mr. Lucky
- 1948: Triumphbogen (Arch of Triumph)
- 1949: Guillotine (Reign of Terror)
- 1951: The Whip Hand
- 1951: Trommeln im tiefen Süden (Drums of the Deep South)
- 1952: Androkles und der Löwe (Androcles and the Lion)
- 1952: The Queen of Sheba
- 1953: The Maze
- 1953: Invasion vom Mars (Invaders From Mars)
- 1954: The Black Pirates
- 1956: Rockin’ the Blue

### Produzent oder Co-Produzent
- 1930: Glorious Vamps
- 1930: The Wizard’s Apprentice
- 1930: Zampa
- 1940: Der Dieb von Bagdad
- 1942: Der große Wurf (The Pride of the Yankees)
- 1943: The North Star
- 1944: Address Unknown
- 1947: Ivy
- 1949: Guillotine (Reign of Terror)
- 1956: In 80 Tagen um die Welt

### Art Department
- 1922: Robin Hood
- 1925: Cobra
- 1925: The Eagle
- 1926: Der Sohn des Scheichs
- 1926: The Bat
- 1928: The Battle of the Sexes
- 1929: Bulldog Drummond
- 1929: Coquette
- 1930: Reaching for the Moon
- 1930: Abraham Lincoln
- 1930: One Romantic Night
- 1940: Der Dieb von Bagdad

### Sonstiges
- 1933: Trick for Trick (Miscellaneous Crew)
- 1933: Cavalcade (Miscellaneous Crew)
- 1933: Alice in Wonderland (Drehbuch)
- 1937: Nothing Sacred (Second Unit Director)
- 1939: Vom Winde verweht (Second Unit Director)
- 1940: Foreign Correspondent (Miscellaneous Crew)

## Auszeichnungen
- 1929: Oscar in der Kategorie Bestes Szenenbild für The Dove und Tempest
- 1930: Nominierung für Oscar in der Kategorie Bestes Szenenbild für Alibi und The Awakening
- 1930: Nominierung für Oscar in der Kategorie Bestes Szenenbild für Bulldog Drummond
- 1940: Honorary Award für die Verwendung von Farben für dramatische Effekte in Vom Winde verweht